# Liste des plus grands arbres
Cet article présente une liste des espèces d'arbres les plus hautes connues, en fonction de la taille la plus haute atteinte par un spécimen individuel mesuré de manière fiable. Bien que les arbres géants poussent dans les régions tropicales et tempérées, ils sont très peu répandus géographiquement et phylogénétiquement. Tous les arbres géants connus se trouvent dans des climats mésiques, et presque tous se trouvent dans trois régions : l'ouest de l'Amérique du Nord (de la Californie à la Colombie-Britannique), l'Asie du Sud-Est (en particulier Bornéo) et le sud-est de l'Australie (en particulier la Tasmanie).

## Individus vivants les plus grands par espèce
Ce tableau contient des informations sur toutes les espèces pour lesquelles au moins un spécimen a été mesuré de manière fiable à 80 mètres de haut ou plus.
| Espèce                                                  | Taille (hauteur) | Nom de l'arbre                                    | Classe          | Localisation                                                      | Continent                                           | Références |
| ------------------------------------------------------- | ---------------- | ------------------------------------------------- | --------------- | ----------------------------------------------------------------- | --------------------------------------------------- | --- |
| Sequoia sempervirens                                    | 116,07 m         | Hypérion                                          | Conifère        | Parc national de Redwood, Californie, États-Unis                  | Amérique du Nord-Ouest                              | ,A atteint les 116,07 mètres en 2019. Les deuxième et sixième arbres les plus hauts, tous deux des séquoias, ont également été trouvés au parc national de Redwood en 2006 lorsque Hyperion a été trouvé, et ont été nommés « Helios » (114,8 mètres) et « Icarus » (113,1 mètres). Les séquoias côtiers « Nugget » (113,8 mètres), « Stratosphere Giant » (113,5 mètres) et « Paradox » (113,3 mètres) sont les troisième, quatrième et cinquième arbres les plus hauts du monde. D'autres séquoias côtiers encore se classent dans le top 10 des arbres les plus hauts du monde. |
| Cyprès du Tibet (Cupressus austrotibetica)              | 102,3 m          |                                                   | Conifère        | Canyon du Yarlung Tsangpo, Tibet, Chine                           | Asie de l'Est                                       | , |
| Méranti jaune (Richetia faguetiana)                     | 100,8 m          | Menara (en)                                       | Plante à fleurs | Zone préservée de la vallée de Danum (en), Sabah, Malaisie        | Asie du Sud-Est                                     | , |
| Eucalyptus regnans                                      | 100,5 m          | Centurion                                         | Plante à fleurs | Arve Valley, Tasmanie                                             | Australie du Sud-Est                                | , |
| Épicéa de Sitka (Picea sitchensis)                      | 100,2 m          | Raven’s Tower                                     | Conifère        | Parc national de Redwood, Californie, États-Unis                  | Amérique du Nord-Ouest                              | , |
| Sapin de Douglas (Pseudotsuga menziesii var. menziesii) | 99,7 m           | Doerner Fir (en)                                  | Conifère        | Forêt nationale de Siuslaw, Oregon, États-Unis                    | Amérique du Nord-Ouest                              | [ 18 ] |
| Séquoia géant (Sequoiadendron giganteum)                | 96,3 m           |                                                   | Conifère        | Forêt nationale de Sequoia, Californie, États-Unis                | Amérique du Nord-Ouest                              | , |
| Eucalyptus globulus                                     | 92,0 m           | Neeminah Loggerale Meena, or Mother and Daughter. | Plante à fleurs | Tasmanie                                                          | Australie du Sud-Est                                | , |
| Eucalyptus viminalis                                    | 91,3 m           | White Knight                                      | Plante à fleurs | Evercreech Forest Reserve, Tasmanie                               | Australie du Sud-Est                                | , |
| Sapin noble (Abies procera)                             | 89,9 m           | Goat Marsh Giant                                  | Conifère        | Aire naturelle du marais aux chèvres (en), Washington, États-Unis | Amérique du Nord-Ouest                              | , |
| Dinizia excelsa                                         | 88,5 m           |                                                   | Plante à fleurs | États d'Amapá et de Pará, Brésil                                  | Amérique du Sud                                     | , |
| Eucalyptus obliqua                                      | 88,5 m           | Princess Picabella                                | Plante à fleurs | Tasmanie                                                          | Australie du Sud-Est                                | [ 31 ] |
| Eucalyptus delegatensis                                 | 87,9 m           |                                                   | Plante à fleurs | Tasmanie                                                          | Australie du Sud-Est                                | [ 22 ] |
| Koompassia excelsa                                      | 85,76 m          | Pontiankak Putih Cantik                           | Plante à fleurs | Parc national de Tawau Hills (en) à Bornéo                        | Asie du Sud-Est                                     | , |
| Eucalyptus cypellocarpa                                 | 85 m             |                                                   | Plante à fleurs | État de Victoria                                                  | Australie du Sud-Est                                | [ 34 ] |
| Karri (Eucalyptus diversicolor)                         | 85 m             | Stewart Karri                                     | Plante à fleurs | Australie occidentale                                             | Australie occidentale                               | |
| Shorea argentifolia (en)                                | 84,85 m          |                                                   | Plante à fleurs | Parc national de Tawau Hills (en) à Bornéo                        | Asie du Sud-Est                                     | , |
| Shorea superba (en)                                     | 84,41 m          |                                                   | Plante à fleurs | Parc national de Tawau Hills (en) à Bornéo                        | Asie du Sud-Est                                     | , |
| Eucalyptus nitens                                       | 84,3 m           |                                                   | Plante à fleurs | Rivière O'Shannassy (en)                                          | Australie du Sud-Est                                | [ 35 ] |
| Taiwania (Taiwania cryptomerioides)                     | 84,1 m           |                                                   | Conifère        | Taïwan                                                            | Asie de l'Est                                       | [ 36 ] |
| Pinus lambertiana                                       | 83,45 m          |                                                   | Conifère        | Près du Parc national de Yosemite, Californie, États-Unis         | Amérique du Nord-Ouest                              | [ 37 ] |
| Abies chensiensis var. salouenensis                     | 83,4 m           |                                                   | Conifère        | Xian de Zayü, Tibet                                               | Asie de l'Est                                       | [ 38 ] |
| Pruche de l'Ouest (Tsuga heterophylla)                  | 83,34 m          |                                                   | Conifère        | Parc d'État de Prairie Creek Redwoods, Californie, États-Unis     | Amérique du Nord-Ouest                              | [ 39 ] |
| Hopea nutans                                            | 82,82 m          |                                                   | Plante à fleurs | Par national de Tawau Hills, Bornéo                               | Asie du Sud-Est                                     | , |
| Shorea johorensis                                       | 82,39 m          |                                                   | Plante à fleurs | Parc national de Tawau Hills, Bornéo                              | Asie du Sud-Est                                     | , |
| Shorea smithiana                                        | 82,27 m          |                                                   | Plante à fleurs | Parc national de Tawau Hills, Bornéo                              | Asie du Sud-Est                                     | , |
| Pin ponderosa (Pinus ponderosa)                         | 81,77 m          | Phalanx                                           | Conifère        | Forêt nationale de Rogue River-Siskiyou, Orégon, États-Unis       | Amérique du Nord-Ouest                              | [ 40 ] |
| Entandrophragma excelsum                                | 81,5 m           |                                                   | Plante à fleurs | Kilimandjaro, Tanzanie                                            | Afrique de l'Est                                    | [ 41 ] |
| Eucalyptus saligna                                      | 81,5 m           |                                                   | Plante à fleurs | Woodbush State Forest, Limpopo, Afrique du Sud                    | Afrique du Sud (importé) ; endémique de l'Australie | , |
| Grand sapin (Abies grandis)                             | 81,4 m           |                                                   | Conifère        | Glacier Peak Wilderness, État de Washington, États-Unis.          | Amérique du Nord-Ouest                              | , |
| Shorea gibbosa (en)                                     | 81,11 m          |                                                   | Plante à fleurs | Parc national de Tawau Hills, Bornéo                              | Asie du Sud-Est                                     | , |
| Cyprès de Lawson (Chamaecyparis lawsoniana)             | 81,08 m          |                                                   | Conifère        | Parc d'État de Jedediah Smith Redwoods, Californie, États-Unis    | Amérique du Nord-Ouest                              | [ 45 ] |

## Limites maximales de hauteur des arbres
Deux forces opposées principales affectent la hauteur d'un arbre : l'une le pousse vers le haut tandis que l'autre le maintient vers le bas. En analysant l'interaction entre ces forces dans les séquoias sempervirens, une équipe de biologistes dirigée par George Koch de l'Université de Northern Arizona a calculé la hauteur maximale théorique de l'arbre ou le point auquel les forces opposées s'équilibrent et un arbre cesse de croître : ce point se situerait entre 122 et 130 m de hauteur. D'un côté, les chercheurs ont découvert que les arbres des forêts « désirent » pousser le plus haut possible pour dépasser les arbres voisins et bénéficier d'une lumière solaire plus forte. D'autre part, la gravité rend de plus en plus difficile le transport de l'eau des racines vers la canopée à mesure que l'arbre grandit, et les feuilles deviennent alors plus petites près du sommet. Les chercheurs ont découvert que malgré l’humidité du sol situé bien en dessous, les feuilles à la cime des arbres ont du mal à obtenir suffisamment d’eau, vivant ainsi dans une sécheresse constante. La difficulté d’amener l’eau si haut dans le ciel est ce qui limite en fin de compte la croissance des arbres. D'autres chercheurs ont développé des modèles de hauteur maximale pour les sapins de Douglas (Pseudotsuga menziesii var. menziesii) qui donnent des estimations similaires de 109 à 138 mètres, une fourchette qui comprend la hauteur du plus grand spécimen historique (mort) mesuré de manière fiable, un arbre de 126 mètres de hauteur,,.

## Autres concurrents
Il existe de nombreuses affirmations historiques et contemporaines concernant des tailles exceptionnelles pour des espèces autres que celles énumérées dans le tableau ci-dessus. Par exemple, plusieurs articles publiés en 1878 décrivent un eucalyptus amygdalina (en) dépassant les 120 mètres, et d'autres approchant les 130, voire les 150 mètres (le « géant de Nooksack (en) » a été mesuré à l'aide d'un ruban à 142 mètres après avoir été abattu,,).
La hauteur des plus grands arbres du monde a fait l’objet de nombreuses controverses et de nombreuses exagérations. Des mesures modernes vérifiées avec des télémètres laser ou avec des mesures de chute de ruban effectuées par des grimpeurs d'arbres (comme celles effectuées par les chercheurs sur la canopée), ont montré que certaines méthodes de mesure de la hauteur des arbres plus anciennes sont souvent peu fiables, produisant parfois des exagérations de 5% à 15% au-dessus de la hauteur réelle.